# Bebryce indica
Bebryce indica är en korallart som beskrevs av Thomson 1905. Bebryce indica ingår i släktet Bebryce och familjen Plexauridae. Inga underarter finns listade i Catalogue of Life.